# Господар мува (филм из 1990)
„Господар мува“ је филм из 1990. (снимљен 1988), заснован на класичном роману Господар мува аутора Вилијама Голдинга. То је други филм снимљен на основу истог романа. Претходни је снимљен 1963.

## Локација
Филм је сниман на локацијама на острвима Хаваји, у ботаничкој башти округа Лос Анђелес и Порт Антонију, на Јамајки.

## Разлике између књиге и филма
- У роману су дјечаци Британци, а у филму су питомци америчке војне школе.
- У књизи се Ралф у почетку лоше односи према Гици и жели да га се ријеши, а у филму су пријатељи од почетка.
- Џека слиједи одређени број дјечака јер је он вођа хора, по књизи, док се у филму хор уопште не помиње.
- У овој верзији филма дјечаци не називају једни друге „Маленим“ и „Великим“.
- У књизи један од дјечака погине у пожару када се ватра распламса, док се у филму то не дешава.
- По књизи, до обале дјечаци стижу пливајући или ношени таласима, док у роману плове гуменим чамцем за спасавање.
- У књизи, Сем и Ерик се придружују Џековој групи под присилом. У филму се придружују раније, јер их Џек назива цурицама.

## Улоге
| Глумац         | Улога             |
| -------------- | ----------------- |
| Балтазар Гети  | Ралф              |
| Крис Фер       | Џек Мериду        |
| Данијел Пиполи | Гица              |
| Џејмс Беџ Дејл | Сајмон            |
| Ендру Тафт     | Сем               |
| Едвард Тафт    | Ерик              |
| Гари Рул       | Роџер             |
| Боб Пек        | Морнарички официр |

## Пријем код публике
Филм је зарадио 13.985.225 долара у САД. Приказан је у 919 биоскопа.
Поред различитих критика и недовољног успјеха у биоскопима, филм је постао култни класик.